# マドゥル駅
マドゥル駅（マドゥルえき）は大韓民国ソウル特別市蘆原区上渓洞にある、ソウル交通公社7号線の駅。駅番号は712。

## 駅構造

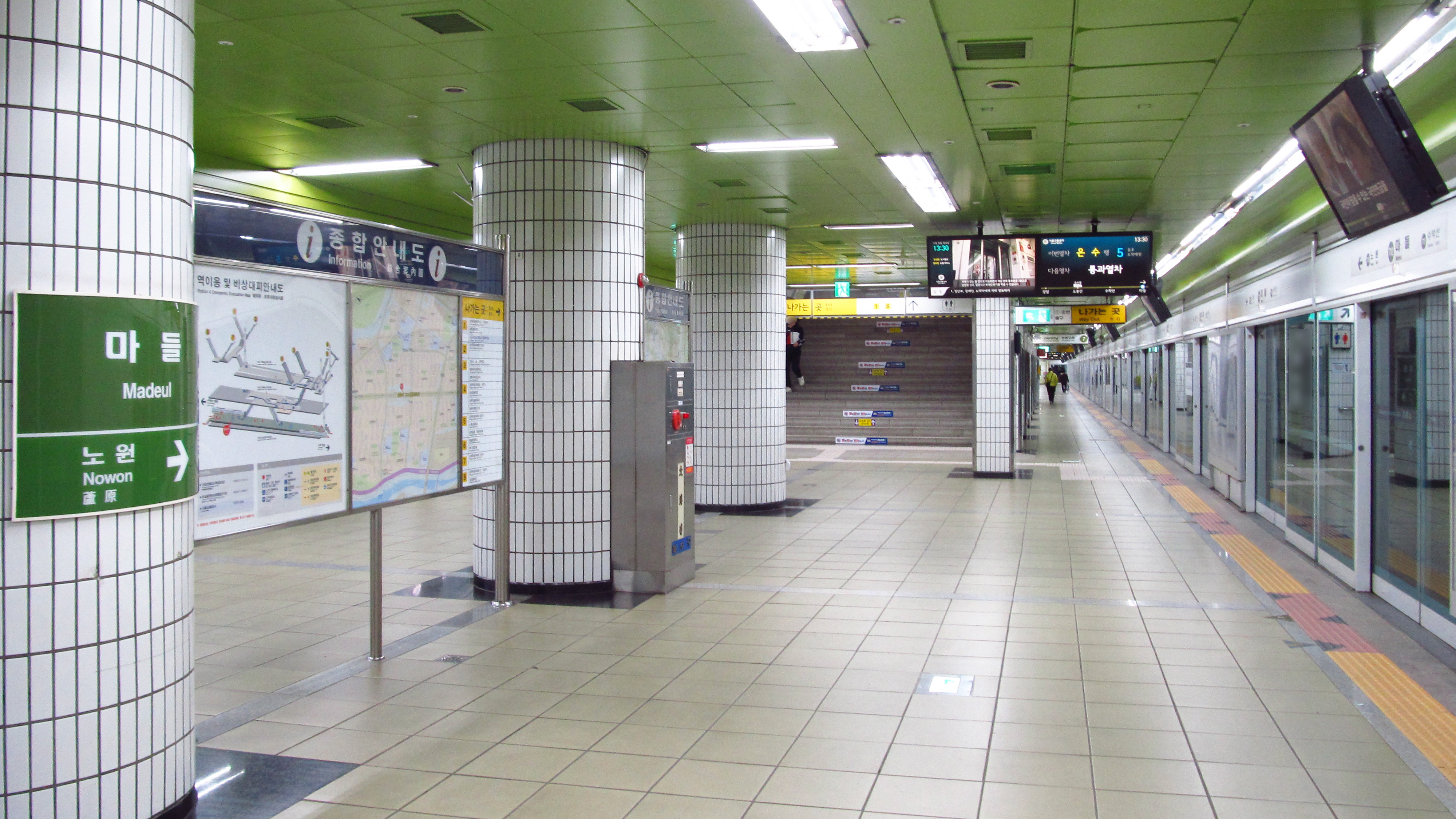
ホーム

ホーム階は地下3階である。島式ホーム1面2線を有する地下駅で、フルスクリーンタイプのホームドアが設置されている。改札階に通じる階段は2ヶ所ある。
改札階は地下2階で、改札口は1ヶ所ある。化粧室は改札外に1ヶ所ある。出入口は1番から8番までの合計8ヶ所ある。

### のりば
- のりばの番号は存在しない。

| 上り | 7号線 | 道峰山・長岩方面                         |
| 下り | 7号線 | 上鳳・高速ターミナル・温水・富平区庁方面 |

## 利用状況
近年の一日平均利用人員推移は下記のとおり。
| 路線  | 路線     | 2000年 | 2001年 | 2002年 | 2003年 | 2004年 | 2005年 | 2006年 | 2007年 | 2008年 | 2009年 | 出典  |
| ----- | -------- | ------ | ------ | ------ | ------ | ------ | ------ | ------ | ------ | ------ | ------ | ----- |
| 7号線 | 乗車人員 | 10,378 | 13,071 | 13,668 | 13,864 | 13,549 | 13,295 | 12,792 | 12,343 | 12,145 | 11,752 | [ 1 ] |
| 7号線 | 降車人員 | 9,243  | 11,210 | 11,570 | 11,501 | 11,126 | 11,138 | 10,758 | 10,451 | 10,285 | 9,948  | [ 1 ] |
| 7号線 | 乗降人員 | 19,622 | 24,281 | 25,238 | 25,365 | 24,675 | 24,433 | 23,551 | 22,794 | 22,430 | 21,700 | [ 1 ] |
| 路線  | 路線     | 2010年 | 2011年 | 2012年 | 2013年 | 2014年 | 2015年 | 2016年 | 2017年 |        |        | [ 1 ] |
| 7号線 | 乗車人員 | 12,145 | 12,363 | 12,534 | 12,714 | 12,585 | 12,652 | 12,479 | 12,216 |        |        | [ 1 ] |
| 7号線 | 降車人員 | 10,627 | 11,013 | 11,236 | 11,454 | 11,392 | 11,487 | 11,356 | 11,174 |        |        | [ 1 ] |
| 7号線 | 乗降人員 | 22,773 | 23,376 | 23,770 | 24,168 | 23,976 | 24,138 | 23,835 | 23,390 |        |        | [ 1 ] |

## 駅周辺
- 上渓住公8・9・10・11・12・13・14・15・16団地
- 企業銀行マドゥル駅支店
- SC第一銀行マドゥル駅支店
- 国民銀行マドゥル駅支店
- ウリィ銀行マドゥル駅支店
- 新韓銀行マドゥル駅支店
- 上院初等学校
- 青園高等学校
- 青園女子高等学校
- 青園中学校
- 上谷初等学校
- 上慶中学校
- 蘆原高等学校

## 歴史
- 1996年10月11日 - 開業。

## 隣の駅
ソウル交通公社
 7号線
水落山駅 (711) - マドゥル駅 (712) - 蘆原駅 (713)